# میاموتو میکینوسوکه
میاموتو میکینوسوکه (به ژاپنی: 宮本 三木之助 Miyamoto Mikinosuke); ۱ ژانویهٔ ۱۶۰۴ – ۷ ژوئیهٔ ۱۶۲۶) بوشی و ملازم خاندان هوندا در دوره ادو فرزندخوانده میاموتو موساشی اهل ژاپن بود. سندی بیان می‌کند که پسرخوانده موساشی، میاموتو میکینوسوکه، سومین پسر ناکاگاوا شیمانوسوکه بود. شیمانوسوکه در خدمت میزونو کاتسوشیگه، یک ملازم نزدیک توکوگاوا ایه‌یاسو بود که فرمانده موساشی در طول محاصره قلعه اوساکا نیز بود، خدمت می‌کرد. تقریباً مطمئن است که شیمانوسوکه در طول این محاصره مرده است و احتمالاً موساشی پس از آن سرپرستی پسرش میکینوسوکه و همچنین برادر کوچکترش میاموتو کوروتارو را به عهده گرفته است. احتمالاً به خاطر دوستی بین او و میکنوسوکه. پس از آن به نظر می‌رسد که پدر خوانده آنها این دو برادر را به هیرافوکو آورده است، جایی که نامادری موساشی، یوشیکو، با شوهرش، تاسومی ماساهیسا، زندگی می‌کرد.
سند دیگر وجود دارد که ببان می‌کند میاموتو میکینوسوکه پسر شینمن سوکان و از پسرعموهای میاموتو موساشی بود.
میکینوسوکه پس از مرگ اربابش هوندا تاداتوکی، جونشی (آیین خودکشی به نشانه وفاداری پس از مرگ ارباب) انجام داد.

## شغل
شغلی
مدتی پس از سال ۱۶۱۷ میکینوسوکه به خدمت دایمیو هوندا تاداتوکی که پسر هوندا تاداماسا بود وارد شد. موساشی او را از همان محاصره ای که پدر میکینوسوکه را کشت، می‌شناخت.
در بهار ۱۶۲۶ تاداتوکی به بیماری سل مبتلا شد و در اواسط ماه مه وضعیت سلامتی او به شدت بدتر شد. میکینوسوکه و سن هیمه (نوه ایه‌یاسو) همسر تاداتوکی برای چندین هفته کمک کردند تا از ارباب خود پرستاری کند در حالی که او بدتر شده بود. تاداتوکی سرانجام در همان سال درگذشت. برخی منابع ادعا می‌کنند که میکینوسوکه در زمان مرگ تاداتوکی در ادو نبود.

### مرگ
طبق سنت، میکینوسوکه تصمیم گرفت پس از مرگ اربابش خودکشی کند. این عمل به نام جونشی شناخته می‌شود. قبل از آن، میکینوسوکه برای خداحافظی برای ملاقات با موساشی سفر کرد. قبل از مرگ، میکینوسوکه یک شعر خودکشی «شعر مرگ» نوشت. هنگامی که او به رسم هاراکیری به شکم خود چاقو زد، ملازم او میاتا کانبی بود که سر او را برید.
قبر میکینوسوکه در معبد انگیو واقع در پشت معبد هوندا تاداتوکی قرار دارد و روی آن نوشته شده است: «میاموتو میکینوسوکه، پسر خوانده میاموتو موساشی: پس از خدمت به تاداتوکی و تعهد هاراکیری در مقابل قبر اربابش، اهل ایسه. و پسر خوانده موساشی، بیست و سه ساله.» درست پشت قبر خود میاتا کانبی قرار دارد.